# Sever Pleniceanu
Sever Pleniceanu (n. 1867 – d. 1924) a fost un explorator român, primul român care a explorat centrul Africii, în regiunea Congo (Kinshasa).